# Terapia della Gestalt
La terapia della Gestalt (dove Gestalt in tedesco significa forma) è una scuola di psicoterapia parzialmente ispirata ad alcune analogie funzionali della psicologia della forma o psicologia della Gestalt, che nacque agli inizi del XX secolo in Germania.
In realtà, la traduzione del termine Gestalt con forma non consente di apprezzarne pienamente il significato. In tedesco si parla per esempio della "gestalt di una vallata", per sottolineare la configurazione di diversi elementi nel costituire un tutto armonico, qualcosa che ha un significato. La Gestalt, dunque, può essere considerata l'attitudine dello psichismo a legare tra loro in modo organico gli elementi, costituendo un tutto significativo.
Si considera a pieno titolo una forma di psicoterapia umanistico-esistenziale, in cui l'attenzione è posta sulla dinamica inarrestabile di creazione di configurazioni figura-sfondo, che rappresentano continui cicli di contatto tra l'organismo e l'ambiente che lo circonda.
Viene ufficializzata da Fritz Perls e sua moglie Laura Perls, nata Lore Posner, negli anni quaranta a New York, come terapia che raccoglie e organizza le idee tradizionali della classica psicoterapia freudiana, junghiana e reichiana, nonché i principi della teoria del campo di Lewin e i contributi filosofici dell'esistenzialismo, della fenomenologia, e della Psicologia della Gestalt da cui prende il nome.

## Storia
Se per la psicologia della Gestalt si fa di solito riferimento a Kurt Koffka, il fondatore della psicoterapia della Gestalt viene solitamente considerato Fritz Perls. Dopo la laurea in neuropsichiatria come assistente di Kurt Goldstein, Perls si era trasferito a Francoforte, centro di fermento intellettuale nell'Europa degli anni venti del Novecento. Qui venne in contatto con alcuni dei maggiori psicologi della Gestalt di quel tempo, filosofi esistenzialisti e psicoanalisti. Qui incontrò Laura Posner, sua futura moglie, cofondatrice della terapia della Gestalt.
In seguito alle persecuzioni naziste, emigrò in Sudafrica dove, insieme alla moglie, fondò l'Istituto Sudafricano di Psicoanalisi. Qui scrisse il suo primo libro che si intitolava: "Ego, hunger and aggression" ("Io, fame ed aggressività"), scritto in collaborazione con la moglie Laura. Il sottotitolo del testo era "una revisione della teoria e del metodo di S. Freud". Rimase in Sud Africa fino al 1946 circa, dopo di che si trasferì a New York.
Il termine terapia della Gestalt fu usato per la prima volta come titolo del libro "Terapia della Gestalt - Teoria e Pratica della terapia della Gestalt", scritto a sei mani da Fritz Perls, Paul Goodman e Ralph Hefferline e pubblicato a New York nel 1951 (familiarmente chiamato: "la Bibbia"). Nel 1952 fondò il Gestalt Institute of New York, istituto nel quale si terrà una serie di laboratori di psicoterapia. Ma il momento storico in cui Fritz Perls e le tecniche che renderanno famosa la Terapia della Gestalt hanno avuto un grande seguito anche al di fuori degli Stati Uniti è stato verso la fine degli anni 60, in particolare grazie ai suoi seminari, tenuti ad Esalen (nel Big Sur, in California). In quegli anni Perls ha avuto una popolarità anche mediatica, grazie anche al periodo molto aperto all'innovazione alla sperimentazione umana (dagli hippy alle contestazioni giovanili universitarie, fino alla introduzione in Occidente di pratiche spirituali e di ricerca di derivazione orientale). Un resoconto autobiografico della vita di Perls e degli ultimi si trova nel libro "In and out the garbage pail" del 1969, edito in Italia da Sovera nel 1991 col titolo "Qui ed ora: psicoterapia autobiografica" ed anche nel libro "Fritz Perls a Berlino 1893-1933. Espressionismo, psicoanalisi, ebraismo", scritto da Bernd Bocian e pubblicato da Franco Angeli nel 2011.
Ma la figura di Perls e ciò che da lui è stato sperimentato non hanno esaurito il portato della Terapia della Gestalt, che infatti anche attualmente gode di una grande notorietà in tutto il mondo. Tuttavia la morte di Perls (nel 1971 mentre si trovava in Canada, intento a promuovere una specie di comunità terapeutica orientata allo sviluppo del potenziale umano) ha lasciato a coloro che ne sono considerati gli eredi il compito di conciliare le diverse anime della PdG. Ad oggi negli Stati Uniti il lavoro dei terapeuti della East Coast (l'Istituto di New York, che raccoglie l'eredità di Laura Perls, Isadore From e Paul Goodman) si distinguono nelle loro pratiche terapeutiche da quelli della West Coast (che raccoglie l'eredità dell'ultimo Perls, e di alcuni suoi collaboratori come Claudio Naranjo e James Simkins), dando vita anche in Italia a diversi modi di concepire la pratica psicoterapeutica. Ad oggi le differenze sembrano ancora prevalere sulle possibilità di integrare le due "anime" della Terapia della Gestalt, ma non c'è dubbio che - come insegna proprio la PdG - è nella possibilità di utilizzare ciò che è idoneo a fornire soluzioni efficaci alle opportunità rappresentate nel momento presente che si realizza il potenziale di adattamento creativo che è proprio dell'essere umano, cioè la sua più vera "umanità".

## Aspetti teorici
Il verbo gestalten significa “mettere in forma” o “dare una struttura significante” e il suo risultato, la Gestalt appunto, è dunque una forma strutturata, completa e dotata di un senso.
La Gestalt sottolinea che il tutto è differente dalla somma delle sue parti e perciò la terapia della Gestalt assume che per comprendere un comportamento è importante, oltre che analizzarlo, averne una visione di sintesi, ovvero cercare di percepirlo nell'insieme del contesto globale (visione olistica).
Le ricerche della psicologia della Gestalt in particolare, dimostrarono che ogni individuo è costantemente bombardato da una serie di stimoli, ma il sistema percettivo seleziona solo alcuni di essi e li organizza in strutture significative, o Gestalt.
In termini psicologici questo significa che, come individui, percepiamo noi stessi e il mondo come il risultato di un insieme di stimoli selezionati dal nostro sistema percettivo.
Il sistema percettivo costruisce una figura definita rispetto ad uno sfondo indifferenziato.
Quindi gli stimoli non vengono percepiti in modo disgiunto gli uni dagli altri, ma vengono organizzati in modo da rispondere al bisogno di costruire significati basati sull'esperienza percettiva dell'ambiente.
L'osservazione fenomenologica deve astenersi dall'interpretare i significati dei singoli elementi, preferendo una descrizione accurata dell'insieme nella sua forma complessiva (la "Gestalt" del sistema, appunto).
Il significato che emergerà al termine dell'osservazione risulterà essere ben più preciso e profondo della semplice somma delle analisi delle singole parti del sistema.
Questo, in breve, è il legame tra la terapia della Gestalt, la teoria del campo e le correnti filosofiche esistenziali e fenomenologiche europee del secolo scorso.
Fritz Perls sviluppò questo principio ed ebbe il merito di applicarlo alla terapia, nei termini in cui il paziente ha bisogno di sperimentare l'ambiente per costruire i suoi significati; la terapia consiste quindi nell'analisi della struttura interna dell'esperienza reale - come funziona il mio sistema percettivo - al fine di accrescere la consapevolezza di questo processo - sono consapevole di "vedere il mondo" in un certo modo.
Nel testo che segna l'esordio della psicoterapia della Gestalt troviamo scritto:

” 
…operando sull'unità e sulla mancanza di unità di questa struttura dell'esperienza qui e ora, ci sarà possibile ricostruire i rapporti dinamici tra figura e sfondo, fino a quando il contatto non diverrà più intenso, la consapevolezza più luminosa e il comportamento più energico. La cosa più importante da stabilire è il fatto che una Gestalt forte è essa stessa la cura del momento e che la figura del contatto non è segno dell'esperienza, bensì essa stessa l'integrazione dell'esperienza”.

## Principi
Detto questo, è possibile enucleare alcuni dei principi fondamentali della terapia della Gestalt:
- L'individuo e l'ambiente rappresentano un unico ecosistema interagente, che si autoregola e cresce in funzione di ogni elemento che ne fa parte; il disagio psicologico assume perciò un significato di adattamento creativo in risposta all'ambiente in cui si è sviluppato nel passato, ma che può non aver più la stessa utilità nella situazione presente.
- L'approccio gestaltico considera importante l'intera esperienza di vita di una persona: fisica, psicologica, intellettuale, emotiva, relazionale e spirituale.
- La terapia della Gestalt si occupa soprattutto di osservare e verificare la consapevolezza del processo dei pensieri, sentimenti e azioni di un individuo, prestando maggiore attenzione al “cosa” e al “come”, piuttosto che al “perché” di un'azione o di un comportamento. La consapevolezza del come qualcosa avviene, infatti, conduce più facilmente alla possibilità di compiere un cambiamento genuino e responsabile.
- La relazione terapeutica rappresenta il laboratorio di ricerca ideale in cui un cliente può scoprire, osservare e integrare alcuni aspetti della sua personalità, sulla base dell'esperienza diretta con il terapeuta per il quale è più importante l'esperienza di un comportamento che l'interpretazione di questo.

## La personalità secondo Perls
Perls esplora il rapporto tra il sé ed il mondo: i confini dell'io vanno negoziati perché c'è qualcosa all'esterno di cui abbiamo bisogno. Il processo attraverso il quale faccio passare qualcosa attraverso i confini dell'io si chiama contatto. Fare contatto richiede un dispendio di energia. Perls riteneva che appena una situazione è chiusa, siamo aperti per la successiva situazione che si presenti come una figura che emerge da uno sfondo; secondo lui la nevrosi è frutto di un numero ripetuto di situazioni incompiute, di Gestalt incompiute.
Perls - che in origine ebbe una formazione freudiana - riteneva che la personalità avesse più strati.
- Strato dei cliché: è lo strato più esterno, una piccola parte del sé genuino che viene impiegata per fare domande su persone senza un interesse reale.
- Strato dell'impersonificazione dei ruoli appresi: la rappresentazione del ruolo diventa automatica e serve a mascherare il sé genuino, ad es. padre o madre, professore o studente.
- Strato dell’impasse: a questo livello si sperimenta un senso di vuoto o nullità.
- Strato implosivo-esplosivo: la persona è consapevole delle proprie emozioni che esprime verso l'esterno e verso l'interno.
- Personalità genuina spogliata di tutti i modi di esistere appresi nel mondo.

Con la consapevolezza completa si diventa coscienti dell'autoregolazione dell'organismo. Perls riteneva importante la differenza tra la realizzazione del sé e la realizzazione dell'immagine del sé, la protezione dell'immagine attraverso ruoli, implica che non si ha diritto di esistere così come si è.

### Essere nel mondo
Perls divideva le persone in tre grandi categorie riguardo al loro modo di essere:
- Devisti: vivono in base a regole e regolamenti imposti. Il loro comportamento è stabilito dal confronto con regole e regolamenti imposti. Come si dovrebbe e non dovrebbe essere.
- Circaisti: tra questi si trovano gli intellettuali, quelli che preferiscono pensare piuttosto che fare, persone prese dal passato e dal futuro.
- Esistenzialisti: persone che si accettano così come sono.

## Il contatto secondo i Polster
Nella Psicoterapia della Gestalt il rapporto individuo-ambiente è fonte di crescita e di stimolazione. L'elemento fondamentale di tale rapporto è il contatto, il cui ciclo fu già descritto da Goodman nel libro fondante. Il contatto è dato dalla capacità dell'individuo di rispondere in modo creativo e flessibile con persistenza e chiarezza, all'interno di un ambiente che suscita interesse e corrisponde ai suoi bisogni.Secondo Erving e Miriam Polster il contatto è di per sé un processo di crescita e di cambiamento che coincide con l'esperienza. Con il termine esperienza intendiamo tutte quelle azioni, o sistemi di contatti, che l'individuo, posto all'interno di un sistema, inevitabilmente sperimenta. Il contatto è lo scambio tra l'individuo e l'ambiente. Il contatto avviene al confine e delimita il sé dal diverso da sé.

## Le aree di interruzione di contatto
Le modalità di resistenza sono un adattamento creativo della persona alle difficoltà dell'ambiente e sono  cinque: la confluenza, l'introiezione, la proiezione, la retroflessione e l'egotismo.

### La confluenza
La confluenza è la condizione di assenza di contatto o dei confini del sé nonostante le altre funzioni importanti dell'organismo siano attive. In pratica, il processo di differenziazione dell'organismo dell'ambiente non ha nemmeno inizio.

### L'introiezione
L'introiezione è una modalità con cui l'individuo si sente soddisfatto di sé se fa coincidere i propri bisogni con quelli dell'altro o dell'ambiente. Attraverso le introiezioni, la cultura ci trasmette le norme, i codici di comportamento, il linguaggio. L'introiezione definisce dentro di noi i «devo» e i «non devo», che rendono accettabili o inaccettabili le nostre idee, i nostri valori, le nostre azioni. La persona, quando usa l'introiezione, si adatta passivamente all'altro e alle situazioni che ne derivano.
Utilizza molte energie per minimizzare le inevitabili differenze dall'altro e per spegnere l'aggressività che serve per discriminare ciò che va assimilato da ciò che va rifiutato. Se gli altri agiscono in un modo contrastante dal suo, preferisce adeguarsi agli altri per non contrapporsi. Ad esempio, una persona può avere introiettato «devo essere responsabile nel mio lavoro». Qualora si trovasse oberato dal troppo lavoro, perché i colleghi hanno scaricato su di lui anche il proprio lavoro, e se la persona vive l'introiezione in modo rigido e non flessibile, si sentirà in dovere di farsi carico anche del lavoro che gli altri gli hanno passato, per adeguarsi alla sua forte norma interna. Il confine-contatto risulta facilmente invaso dagli introietti. Per rendere più funzionali le introiezioni bisogna ripristinare il processo della scelta personale.

### La proiezione
Quando l'individuo prova eccitazione e la accetta, si confronta con l'ambiente, emerge l'emozione, la spinta dell'individuo verso l'oggetto di interesse. Qualora il contatto si blocchi a questo punto, il risultato è la proiezione. L'individuo sente l'emozione, ma è sganciata dal senso di sé che emerge durante il comportamento successivo, rimane in un qualche modo libera. Non essendo attribuita a sé, viene di conseguenza attribuita all'ambiente; la sente nell'aria o rivolta contro di esso/a dall'altro.

### La retroflessione
Lo sviluppo dell'eccitazione è interrotto ritorcendola verso di sé, anziché lasciare che essa conduca al contattare l'ambiente pienamente

### L'egotismo
il contatto con l'ambiente avviene ma finisce troppo presto, prima che la novità portata dall'ambiente venga contattata e assimilata